# Ophiusa legendrei
Espèce
Ophiusa legendrei est une espèce de lépidoptères (papillons) de la famille des Erebidae.
Elle est présente aux Comores, à La Réunion, aux Seychelles, à Madagascar et au Mozambique.
Ses chenilles se nourrissent de Schinus terebinthifolius (faux-poivrier).

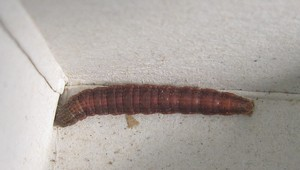
Chenille.